# 下龍市
下龙市（越南语：／），原名鸿基市社（越南语：／），是越南东北部广宁省的省莅，位于河内市以东178公里。附近的海上有著名风景区、世界自然遗产下龙湾。

## 地理
下龙市东接锦普市，西接汪秘市和广安市社，北接𠀧扯县和北江省山洞县，南接海防市葛海县和北部湾。

## 历史
阮朝时，下龙市属于广安省横蒲县待旦社、屡丰社、竹網坊、江网坊之地。嗣德三十六年（1883年），法军占领下龙湾，在鸿基和锦普开采煤矿，并将该地命名为，越南语译作（鸿基）。后殖民政府在此先后设立鸿基市社、𡓁𤈜市社、河修市社和河林市社，由广安省直接管辖。
1945年8月，八月革命爆发。越盟在鸿基市社成立革命政权，统辖广安煤区。1946年7月19日，北越政府将鸿基市社、𡓁𤈜市社、河修市社和河林市社划归新设立的鸿基特区，特区首府设在鸿基市社。𡓁𤈜市社、河修市社和河林市社后划归鸿基市社管辖。
1955年2月22日，鸿基特区和广安省合并为鸿广区，区莅鸿基市社。
1958年6月17日，横蒲县成功社划归鸿基市社管辖。
1963年10月30日，鸿广区和海宁省合并为广宁省，省莅鸿基市社。
1966年9月26日，新海社划归锦普县管辖。
1979年1月16日，𡓁𤈜市镇析置营代市镇。
1981年9月10日，河修市镇分设为河修坊和河丰坊，河林市镇分设为河林坊、河中坊和河庆坊，第五极市镇分设为红河坊和鸿海坊，高胜市镇分设为高胜坊和高瞠坊，营代市镇分设为营代坊和河口坊，𡓁𤈜市镇改制为𡓁𤈜坊。
1991年5月28日，成功社并入河口坊。
1993年12月27日，鸿基市社改制为下龙市。
1996年10月28日，下龙坊改名为鸿基坊。
2001年8月16日，横蒲县大安社和越兴社划归下龙市管辖。
2003年9月26日，下龙市被评定为二级城市。
2003年10月1日，雄胜社改制为雄胜坊，巡洲社改制为巡洲坊。
2010年2月5日，大安社改制为大安坊，越兴社改制为越兴坊。
2013年10月10日，下龙市被评定为一级城市。
2019年12月17日，横蒲县并入下龙市，左堆市镇改制为横蒲坊。
2024年9月28日，越南国会常务委员会通过决议，自2024年11月1日起，歇骄坊并入陈兴道坊。

## 行政区划
下龙市下辖20坊12社，市人民委员会位于鸿基坊。
- 𡓁𤈜坊（Phường Bãi Cháy）
- 白藤坊（Phường Bạch Đằng）
- 高胜坊（Phường Cao Thắng）
- 高瞠坊（Phường Cao Xanh）
- 营代坊（Phường Giếng Đáy）
- 河庆坊（Phường Hà Khánh）
- 河口坊（Phường Hà Khẩu）
- 河林坊（Phường Hà Lầm）
- 河中坊（Phường Hà Trung）
- 河丰坊（Phường Hà Phong）
- 河修坊（Phường Hà Tu）
- 橫蒲坊（Phường Hoành Bồ）
- 鸿基坊（Phường Hồng Gai）
- 红河坊（Phường Hồng Hà）
- 鸿海坊（Phường Hồng Hải）
- 雄胜坊（Phường Hùng Thắng）
- 大安坊（Phường Đại Yên）
- 陈兴道坊（Phường Trần Hưng Đạo）
- 巡洲坊（Phường Tuần Châu）
- 越兴坊（Phường Việt Hưng）
- 凭奇社（Xã Bằng Cả）
- 民主社（Xã Dân Chủ）
- 同林社（Xã Đồng Lâm）
- 同山社（Xã Đồng Sơn）
- 和平社（Xã Hoà Bình）
- 畿上社（Xã Kỳ Thượng）
- 黎利社（Xã Lê Lợi）
- 广罗社（Xã Quảng La）
- 山阳社（Xã Sơn Dương）
- 新民社（Xã Tân Dân）
- 统一社（Xã Thống Nhất）
- 武威社（Xã Vũ Oai）

## 旅游
- 下龙湾

## 交通
- 下龙站与河内市安园站有连接。